# Wydawnictwo „Wiedza Powszechna”
Wydawnictwo „Wiedza Powszechna” w Warszawie – wydawca słowników dwujęzycznych i podręczników do nauki języków obcych, słowników i poradników języka polskiego, podręczników do nauki języka polskiego dla cudzoziemców oraz popularnych rozmówek, a także leksykonów i książek popularnonaukowych z różnych dziedzin.

## Publikacje
Wydawnictwo publikowało słowniki obcojęzyczne (35 języków świata), zarówno wielkie, jak i podręczne, dydaktyczne – łączące cechy słowników i podręczników, specjalistyczne, tematyczne oraz popularne, małe, kieszonkowe, minimum.
Podręczniki do nauki języków obcych obejmowały kursy dla początkujących i zaawansowanych (z płytami CD, kasetami magnetofonowymi lub bez), były przeznaczone do nauki samodzielnej lub pod kierunkiem lektora, gramatyki, podręczniki o charakterze pomocniczym, poszerzające znajomość danego języka.
Książki popularnonaukowe to przede wszystkim publikacje z dziedzin humanistyki – przede wszystkim filozofii, historii i literaturoznawstwa, w mniejszym zakresie – nauk przyrodniczych. Najczęściej były to monografie i leksykony. Najbardziej znane popularnonaukowe serie wydawnicze to „Myśli i Ludzie”, „Omega” oraz „Klio w Niemczech”.

## Historia
Wiedza Powszechna rozpoczęła działalność w 1952 r. jako wyodrębniona redakcja Spółdzielni Wydawniczej „Czytelnik”, wydając wielonakładowe broszury popularnonaukowe z różnych dziedzin, które w założeniu stać się miały podstawą domowych biblioteczek. Ten etap działalności Wiedzy Powszechnej zainicjował i rozwijał jej faktyczny założyciel – Stanisław Tazbir (1892–1978).
Od 1952 r. uchwałą Prezydium Rady Ministrów, a następnie zarządzeniem ministra szkół wyższych i nauki powołano do życia Państwowe Wydawnictwo Wiedza Powszechna. Pierwszym dyrektorem został Tadeusz Klonowicz (1952–1953). Po nim funkcję tę pełnili kolejno: Zofia Bursztynowicz (1953–1955), Jan Pląskowski (1955–1956), Tadeusz Parnowski (1956–1958), Hanna Pomorska (1958–1962), Jerzy Typrowicz (1962–1963), Józef Zaręba (1964–1966), Tadeusz Kosmala (1966-1987), Stanisław Piaścik (1988–1989), Józef Chlabicz (1990–1998) i Teresa Korsak (1998–2007).
Na przełomie lat 80. i 90. XX wieku w związku z transformacją polskiej gospodarki „Wiedza Powszechna” przeżywała poważne problemy, których efektem było zmniejszenie oferty tytułowej. Profil wydawniczy ewoluował wraz ze zmianą potrzeb odbiorców. Wraz z otwarciem się Polski na świat większy nacisk położono na publikacje do nauki języków obcych i obecnie jest to trzon produkcji „Wiedzy Powszechnej”. Ponad sześćdziesięcioletni dorobek wydawnictwa to przeszło 5000 tytułów w łącznym nakładzie ponad 107 milionów egzemplarzy.
1 kwietnia 2007 r. przedsiębiorstwo zostało przekształcone w spółkę z o.o., której prezesem zarządu została Teresa Korsak.
Od jesieni 2008 do lutego 2011 r. prezesem zarządu był Tomasz Pietrykowski.
W lutym 2011 r. likwidatorem wydawnictwa został Wojciech Kolignan.
13 września 2011 r. wydawnictwo ogłosiło upadłość.
W styczniu 2012 powstało Wydawnictwo „Wiedza Powszechna”, które ma zamiar kontynuować działalność wydawniczą Wydawnictwa „Wiedza Powszechna” Sp. z o.o. Obecnie wydawnictwo skupia się na słownikach i książkach do nauki języków obcych; w ofercie posiada blisko 300 pozycji.